# Sungai Ulas
Sungai Ulas is een bestuurslaag in het regentschap Merangin van de provincie Jambi, Indonesië. Sungai Ulas telt 355 inwoners (volkstelling 2010).